# Словенська кухня
Словенська кухня (словен. slovenska kuhinja) — національна кухня словенського народу, що є також кухнею народів Словенії.

## Опис
Словенська кухня своєрідна: у ній поєднані слов'янські та австро-немецькі традиції. Від німецьких традицій запозичені квашена капуста, смажені ковбаски, шніцелі та яблучна випічка, з австрійської — омлет, штруделі та торти. Зі слов'янської кухні запозичено грибні страв та супи, гречана каша, широке застосування хлібобулочних виробів, кльоцки. З Угорщини запозичено «бограч» і наваристі супи, а з середземноморської кухні — широке застосування морепродуктів і зелені.
Традиційна перша страва — суп зі свинини з овочами і оцтом, яловичий бульйон, грибний суп, юшка, суп з ковбасками.

## Страви
- Мінештра — словенський аналог мінестроне
- Бограч — перша страва, приготована із м'яса, солодкого перцю, меленої паприки, помідорів, картоплі, моркви та спецій; запозичена з угорської кухні
- Обара — словенське рагу
- Прекмурська гібаниця — словенська багатошарова випічка з маковим насінням, волоським горіхом, яблуками, родзинками та домашнім сиром
- Річет — суп з ячменю, бобів, картоплі, моркви, петрушки, селери, цибулі пора, томатів, цибулі ріпчастої та часнику
- Жганці — страва з гречаного борошна, подібна до каші
- Повитиця — рулет з сичужним сиром, яйцями, густими вершками та маслом
- Буйта репа — м'ясна страва з пшоняною кашею та ріпою
- Фунштерк — словенський омлет
- Краньська ковбаса
- Матевж — національна страва з бобів та картоплі
- Мавжель — суп зі свинячої голови
- Йота — суп, до складу якого входять картопля, квасоля та квашена капуста
- Штруклі — словенський різновид кльоцок
- Фріка — смажена картопля з тертим сиром та розбовтаним яйцем
- Пршут — в'ялене або копчене свиняче стегно
- Потиця — дріжджовий рулет з горіховим, маковим чи естрагоновим начинням
- Квічек — легке червоне вино з Нижньої Крайни
- Теран — міцне червоне вино з Красу
- Ребула — біле вино зі Словенського Примор'я
- Сливовиця — сливовий бренді